# Le Molosse
Le Molosse ou Le Chien (The Hound) est une nouvelle fantastique de Howard Phillips Lovecraft, publiée pour la première fois en février 1924 dans le magazine Weird Tales.
La nouvelle est écrite et achevée par Lovecraft dès septembre 1922. C'est la première mention directe du Necronomicon.

## Résumé
Deux jeunes gens passionnés de l'occulte se rendent en Hollande pour déterrer le cadavre d'un sorcier. Dans la tombe, ils trouvent une amulette en forme de chien. Ils n'en connaissent pas la signification, mais elle leur rappelle « cette chose évoquée dans le Necronomicon de l'arabe fou Abdul al-Hazred. »
De retour chez eux, ils consultent l'ouvrage qui leur explique les pouvoirs de l'amulette. Cependant, la connaissance ne leur sert à rien. Le sorcier transformé en molosse démembre l'un des deux profanateurs puis le survivant se suicide.

## Traductions françaises
La nouvelle The Hound est traduite pour la première fois en français par Yves Rivière et publiée sous le titre Le Molosse dans le recueil Je suis d'ailleurs, paru en France aux éditions Denoël dans la collection Présence du futur en 1961, recueil qui connaît ensuite de nombreuses rééditions.
The Hound a aussi été traduit par François Bon sous le nom Le Chien et par Arnaud Demaegd.